# 川内原子力発電所
川内原子力発電所（せんだいげんしりょくはつでんしょ）は、鹿児島県薩摩川内市久見崎町にある九州電力の加圧水型の原子力発電所である。川内原発（せんだいげんぱつ）とも呼称される。本記事では、以下「川内原発」と表記する。
川内原発は、九州電力としては玄海原子力発電所に次ぐ2か所目の原子力発電所である。2011年に東日本大震災後の最初の定期点検で1・2号機が運転停止した後長く稼働されなかったが、2013年7月に国が定めた新規制基準に基づく審査を経て、2015年8月と9月にそれぞれ再稼働した。新規制基準に基づく再稼動は日本では初めてである。再稼働に前後して、川内原発周辺の住民らによって原発の運転差し止めを求める訴訟と仮処分申し立てが起こされ、仮処分については2016年4月6日に福岡高等裁判所宮崎支部にて申し立て却下の判決が出た（後述）。
2016年7月10日、鹿児島知事選で原発をいったん停止し再検査をすることを公約とした三反園訓が現職の伊藤祐一郎を破り初当選し、九州電力に対し即時停止を二度要請したが、その後、10月6日より定期検査に入った1号機に対し、自らに原発を稼働させるか稼働させないかの権限はないとした上で、再稼働を容認する姿勢に転じ、1号機は同年12月8日に再び運転を再開した。
九州電力は2016年4月現在、3号機の増設に向けた手続きを行っている。

## 所在地
- 1、2号機：鹿児島県薩摩川内市久見崎町字片平山1765番地3
- 3号機計画地：鹿児島県薩摩川内市久見崎町及び寄田町

なお、川内川を挟んだ向かい側には、同じく九州電力が保有する火力発電所の川内発電所があった（2022年4月1日廃止）。

## 発電設備
| 番号  | 原子炉形式                 | 定格電気出力 | 燃料・装荷量                 | 運転開始日                 | 現状                                                                 |
| ----- | -------------------------- | ------------ | ---------------------------- | -------------------------- | -------------------------------------------------------------------- |
| 1号機 | 加圧水型軽水炉(PWR)        | 89万kW       | 低濃縮二酸化ウラン・約72トン | 1984年（昭和59年）7月4日   | 2015年8月11日運転再開。2020年3月16日より定期点検2020年11月26日に再開 |
| 2号機 | 加圧水型軽水炉(PWR)        | 89万kW       | 低濃縮二酸化ウラン・約72トン | 1985年（昭和60年）11月28日 | 2020年5月に停止。2020年12月26日再開                                  |
| 3号機 | 改良型加圧水型軽水炉(APWR) | 159万kW      | 低濃縮二酸化ウラン           | 2019年度（平成31年度）予定 | 計画中                                                               |

## 年表
- 1964年（昭和39年）12月 - 鹿児島県川内市（当時）市議会にて原子力発電所の誘致を決議[8]。
- 1970年（昭和45年）4月 - 1号機の建設計画を発表[8]。
- 1977年（昭和52年）3月 - 2号機の建設計画を発表[8]。
- 1977年（昭和52年）12月 - 1号機の原子炉設置許可が下りる[8]。
- 1979年（昭和54年）1月 - 1号機の建設工事を開始[8]。
- 1980年（昭和55年）12月 - 2号機の原子炉設置変更許可が下りる[8]。
- 1981年（昭和56年）5月 - 2号機の建設工事を開始[8]。
- 1982年（昭和57年）6月 - 鹿児島県、川内市、九州電力との間で安全協定を締結[8][9][10]。
- 1983年（昭和58年）8月 - 1号機が初臨界[8]。
- 1984年（昭和59年）7月 - 1号機が営業運転を開始[8]。
- 1985年（昭和60年）
  - 3月 - 2号機が初臨界[8]。
  - 11月 - 2号機が営業運転を開始[8]。
- 2011年（平成23年）
  - 1月12日 - 3号機増設のための原子炉設置変更許可申請[11]。
  - 5月6日 - 1号機、東日本大震災後最初となる定期点検開始[12]。
  - 7月14日 - 1号機、定期点検後の発電再開の延期を発表[13]。
  - 7月22日 - 1号機、原子力安全・保安院からの指示による「原子力発電所の安全性に関する総合的評価（ストレステスト）」を開始[14]。
  - 8月22日 - 1・2号機、原子力安全・保安院からの指示により「耐震安全性評価報告書」の再点検を開始し、同年10月31日に結果を報告[15]
  - 8月30日 - 2号機、東日本大震災後最初となる定期点検開始[16]。
  - 10月7日 - 2号機、原子力安全・保安院からの指示による「原子力発電所の安全性に関する総合的評価（ストレステスト）」を開始[17]。
  - 11月23日 - 2号機、定期点検後の発電再開の延期を発表[18]。
- 2012年（平成24年）12月27日 - 鹿児島県の立ち会いの元で、川内原発周辺の6市町（鹿児島市、出水市、日置市、姶良市、さつま町、長島町）と九州電力が「川内原子力発電所に係る原子力防災に関する協定書」を締結[9][19]。
- 2015年（平成27年）
  - 8月14日 - 1号機、発電を再開[1]。同年8月21日、復水ポンプ付近でトラブルが発生し出力上昇の予定を延期して調整[20][21]、同年9月10日に通常運転に復帰[22]。
  - 9月1日 - 2号機、発電を再開。同年11月17日に通常運転に復帰[23]。
- 2020年（令和2年）
  - 3月16日 - 1号機、運転停止。テロ対策施設が期限内に完成しなかったため定期点検を前倒しにする形[24][7]。
  - 5月 - 2号機が運転停止。
  - 11月11日 - 1号機のテロ対策施設が完成[25]。
  - 11月26日 - 1号機再稼働[26]。
  - 12月26日 - 2号機再稼働[26]。

## 主な動き

### 故障・トラブル・事故

#### 地質調査のコア捏造
川内原発の建設に先立ち、候補地の地質調査が行われたが、そこにおいてボーリングのコア（土壌サンプル）が差し替えられ、試料が捏造されたとする作業員の訴えがあった。この問題は国会で追及されることになり、1977年11月21日の参議院科学技術振興対策特別委員会において、川内原発建設予定地におけるコア差し替え問題の集中審議がおよそ3時間半にわたって行われた。
参考人としてボーリングに従事した関係者（西日本地下工業、日特建設、ならびにその作業員）が招致され、コアの差し替えがあったことを証言した。差し替えの手順と目的については、国会会議録の「参議院会議禄情報 第082回国会 科学技術振興対策特別委員会 第8号」に詳しい。

#### タービン建屋内での死亡事故
2010年1月29日、1号機のタービン建屋内で、九州電力社員と協力会社社員の7人がアース取り付け作業において火傷を負う事故があり、そのうち協力会社社員の1人が全身やけどで同日夜、死亡した。九州電力社員と協力会社社員の2人が重傷、ほかの4人は顔や手に軽いやけどと発表された。
九州電力の経済産業省への報告によると、事故は午前7時5分頃に発生し、上側の端子（2次側）にアースを取り付ける際、440ボルトの電圧がかかっている下側の端子（1次側）に誤接触したのが原因とみられ、ショートして火花と高温のガスが発生し、作業員が火傷を負った。九州電力は、下側の電源を切らず、点検したことについては「ほかの点検作業の都合上、通電していた」と説明、下側の端子に通電していることが作業員に伝わっていたかは「調査中」である。放射能漏れや被曝はなかったとされる。
その後、この事故で死亡した協力会社社員の遺族がなぜ危険な場所で作業させていたのかの説明が九州電力側からなされておらず、未必の故意による殺人罪に当たるとして、当時の所長や次長（その後所長になる）を2013年1月23日付で鹿児島地方検察庁に告訴した。

#### その他の故障・トラブル・事故
- 1983年 - 試運転中の自動停止（1号機）
- 1986年 - 燃料集合体のピンホール（1号機）
- 1988年 - 一次冷却材ポンプ変流翼取付ボルトのひび割れ（1号機）
- 1989年
  - 化学体積制御系抽出ライン元弁棒損傷（1号機）
  - 温度測定用配管弁棒損傷（1号機）
  - 一次冷却材ポンプ変流翼取付ボルトのひび割れ（2号機）
- 1991年
  - 蒸気発生器細管の摩耗減肉（1号機）
  - 調整運転中の手動停止（1号機）
  - 蒸気発生器細管の摩耗減肉（2号機）
- 1996年 - 制御棒駆動装置ハウジングキャノピーシール部損傷（1号機）
- 1998年 - 格納容器サンプ水位上昇に伴う原子炉手動停止（1号機）
- 1999年 - タービンソレノイド動作に伴う原子炉自動停止（1号機）
- 2000年 - 蒸気発生器の細管損傷（1号機）
- 2015年8月21日 - 1号機は2015年8月11日午前10時半より再稼働して10日後に復水ポンプ付近でトラブルが発生、21日に予定していた95%への出力上昇を延期した。冷却水に海水などの塩分が混入した可能性が指摘されている[20][21]。

### 訴訟

#### 3号機 環境影響評価手続きやりなおし義務確認等請求訴訟
2010年（平成22年）10月6日、鹿児島地方裁判所にて、鹿児島県内の住民ら65人によって九州電力に対し、川内原発3号機の増設に関する環境影響評価のやり直しを求める訴えが起こされた。原告側は、同年1月に九州電力が経済産業省に提出した環境影響評価書において、3号機から海へ排出される温水の広がる範囲が故意に狭められているなどと主張した。2012年10月23日に鹿児島地裁は、住民には評価書の作成にあたって意見を出す機会はあるが評価のやり直しを求める権利まではないとして、原告の訴えを棄却した。

#### 1・2号機 操業差止訴訟・再稼働差止仮処分
2012年5月30日、鹿児島地裁にて、南九州3県（鹿児島県・宮崎県・熊本県）の住民ら1114人によって九州電力と国に対し川内原発の運転停止を求める訴訟（操業差止訴訟）が起こされた。原告側は、福島第一原子力発電所事故によって原発そのものが危険であることが明確になったこと、川内原発近くの海底に活断層があり地震が事故の誘因となる危険があることなどから、定期点検後の運転再開を延期している川内原発1・2号機を今後も操業しないように訴えた。2012年10月16日の第1回口頭弁論で九州電力側は、川内原発は地震や津波に対する十分な対策を講じて安全性を確保しており福島第一原発事故のような事態に至る危険性はない旨を主張した。2025年2月21日に鹿児島地裁は「具体的な危険性があるとは認められない」などとして、原告の訴えを退ける判決を言い渡した。判決のあと、原告側は鹿児島市内で記者会見を開き、控訴する方針を明らかにした。
2014年5月30日には、鹿児島地裁にて九州電力に対し川内原発の運転差し止めを求める仮処分（再稼働差止仮処分）の申し立てが鹿児島県・熊本県の住民ら23人によってなされた。原告側は、川内原発の耐震安全性が不十分であり大地震によって放射能漏れを伴う過酷事故に至りかねないと訴えた。また、川内原発は再稼働のための審査が進められており、再稼働となれば周辺住民の安全が脅かされかねないとして仮処分申し立てに踏み切ったとした。また原告側は、近隣の火山で大規模な噴火が起きた場合も川内原発で過酷事故を引き起きかねないと主張した。これに対し九州電力側は、川内原発ではより強い地震にも対応する安全対策を施したことや、原発が運用されている間に巨大噴火が起こる可能性が低いことなどを主張した。2015年4月22日に鹿児島地裁は、原子力規制委員会による新規制基準の内容や、川内原発が新基準に適合したとする判断に不合理はないとして、この申し立てを却下した。原告の住民ら12人は福岡高裁宮崎支部に即時抗告を行ったが、2016年4月6日、高裁もこの申し立てを却下した。川内原発の安全性において問題となる火山噴火のリスクについて、福岡高裁宮崎支部・西川知一郎裁判長は、原子力規制委員会が審査において原発に影響を与える規模の大噴火を事前に予測できることが前提となっているのが不合理だと指摘したものの、こうした規模の噴火は頻度が低く、社会通念上そのリスクまで考慮することは求められていないという趣旨の意見を述べた。また、地震のリスクに関する安全性についても原子力規制委員会の審査に問題ないとの判断を示した。原告の住民側は最高裁判所への特別抗告を見合わせ、係争中の2012年からの差止訴訟にて継続して主張していく旨を表明した。

## 災害対策

### 地震

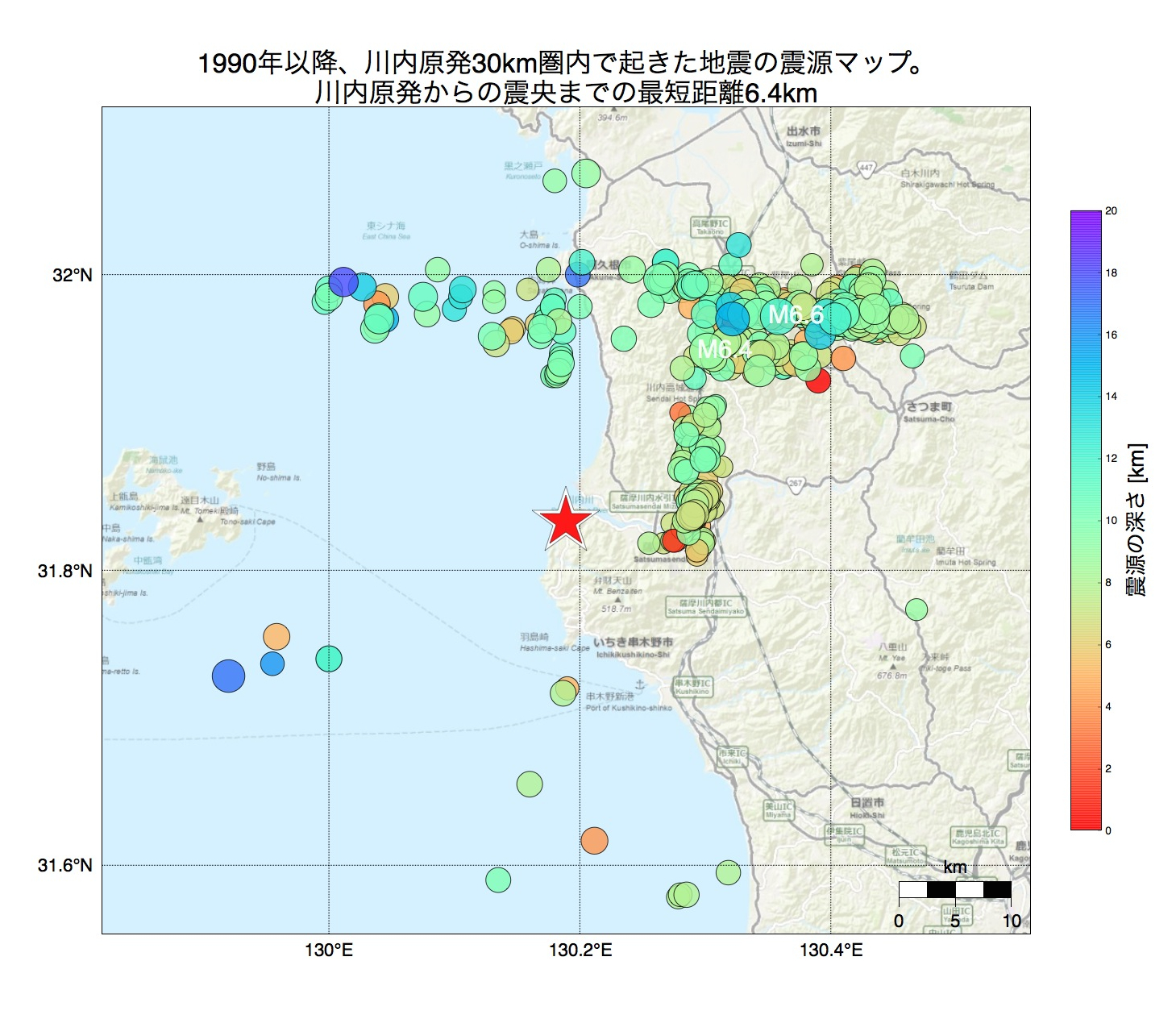
鹿児島県北西部地震を含む、1990年以降川内原発30km圏内で発生した、地震の震源マップ（気象庁のデータより。2016年4月28日作成）。赤星印が川内原発

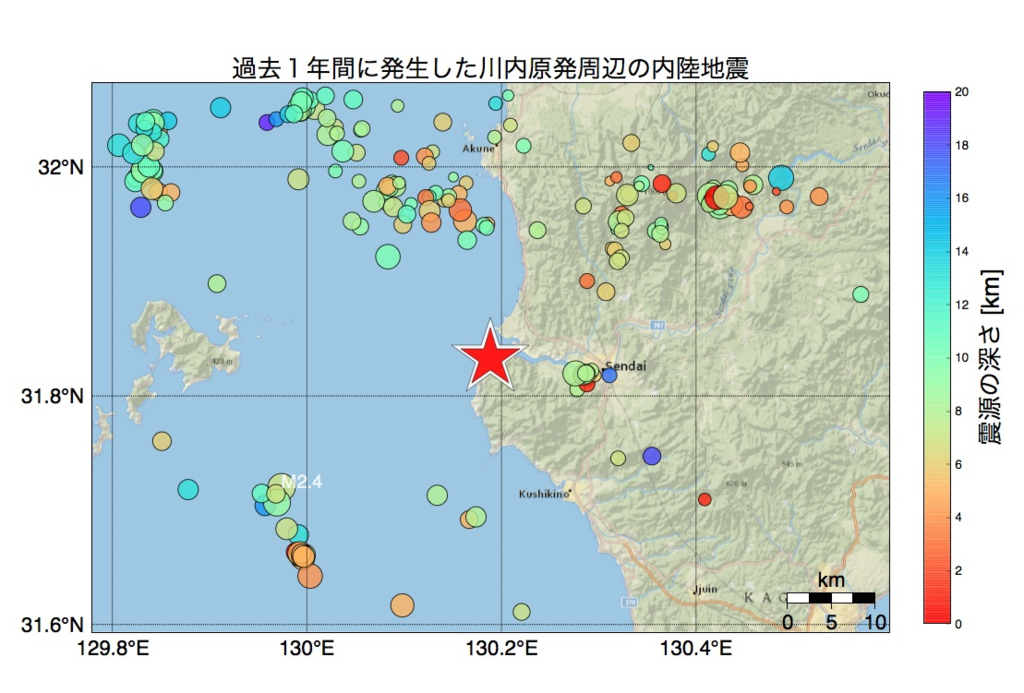
2015年4月20日〜2015年4月19日までの過去1年間に震源の深さ0km～20km以内で発生した川内原発周辺の地震の震源マップ（防災科学技術研究所のデータより作成）。赤星印が川内原発

#### 新規制基準下での地震対策
福島第一原発事故後に策定された新規制基準は、原発により厳しい地震対策を求めている。川内原発の新規制基準適合審査にあたり、九州電力は、基準地震動を福島事故の前と同じ540ガルで申請したが、後に震源を特定しない地震動620ガルへの対応も追加した。
地震学者の石橋克彦（神戸大学）も、2015年1月21日開催の川内原発設置変更許可に対する異議申立ての口頭意見陳述会の後に開いた共同記者会見で、川内原発の地震対策を批判している。石橋の話によれば、九州電力が川内原発の審査書類で原発敷地に影響があると想定したのは過去の内陸地殻内地震だけで、地震の規模も震度5以内に収まるとした。しかし地震学においては、宮崎県西部地震（1909年。海洋プレート内地震でM7.6）と同程度の規模の地震が川内原発の近くで起きることが予想されている。また、原発に近い場所で、フィリピン海スラブ内でのM7.8程度の地震が起きる可能性もある。にもかかわらず、九州電力の説明を原子力規制委員会は追認してしまった、という。

#### 鹿児島県北西部地震
1997年3月26日、川内原発のある薩摩川内市（当時川内市）などで起きたマグニチュード6.5及び6.3の鹿児島県北西部地震、および1997年5月13日、同じく薩摩川内市などで起きたマグニチュード6.1の第2鹿児島県北西部地震の際、自動停止装置は作動せず川内原発は通常運転を継続した。いずれの地震も直下型地震であり、最大震度は3月26日の川内市で震度5強、5月13日の川内市において震度6弱であった。
当時の川内原発の1号機と2号機には、原子炉補助建屋の地表部と地下に地震用の感知器が設置されており、地表部の感知器が水平方向に260ガル、地下部においては水平方向に160ガル、もしくは垂直方向に80ガルを上回った時点で、原発の自動停止装置が作動するように設定されていた。
原子炉の耐震基準を理解するためには、同じガルという単位でも、「岩盤での地震動」と、「表層での地震動」は異なるものであることを理解しなければならない。
住民が普通に生活し、そして地震でも大きな地震動を記録しているのは「表層での地震動」なのに対して、原子炉の耐震基準は揺れがずっと小さい「岩盤（奥深く）での地震動」を基準としている。
記録用の地震計は原子炉建屋の基礎部地下22メートルに用意されていたが、この記録用の地震計によると、3月26日の地震では水平方向に64ガル、5月13日の地震では同68ガル（当初は71ガルと発表）が計測されたが、これは原子炉の基準地震動として比較するには正しい値である。
しかし、川内原発からおよそ12km（キロメートル）離れた川内市中郷での、3月26日の地震で444ガル、5月13日の地震で472ガルが気象庁によって計測されており、数値の隔たりが大きかったことから原発内にある計器の異常を疑うのは、前述の「岩盤での地震動」と「表層での地震動」は異なるものという理解が不十分であるためである。
また、地震計とは別に1号機に26箇所設置されている地震応答観測装置のデータ公表を九州電力に求めたところ、磁気テープに記録するレコーダの不調により、5月13日における地震データの半数強が失われていたことが判明したが、原子炉の地震動はあくまで地下にある検知器で行うものであり、地震応答観測装置のデータが記録されなかったことは、原子炉の安全性を損なうものではない。
なお、公開されたデータのうち揺れが激しかった箇所は原子炉格納容器の壁で639ガル（南北方向。5月13日）、外部遮蔽建屋のドーム頂部で602ガル（上下方向。3月26日）、燃料取扱建屋で428ガル（上下方向。3月26日）などであったとあるが、これも振り子のように揺れるドーム頂部等での揺れを検出しただけであり、原子炉の地震基準動や安全性とは何ら関係のない値であることに注意が必要である。

#### 平成28年（2016年）熊本地震
2016年4月14日夜より熊本県・大分県を中心に連続して発生している地震（熊本地震 (2016年)）では、同月16日午前1時台の地震において鹿児島県内で最大震度5弱、薩摩川内市内で最大震度4が記録されているが、川内原発では異常は発生しなかった。また、広報用地震計では補助建屋最下階で8.6ガル、補助建屋1階で12.6ガルが測定されており、これは原子炉を自動停止させる目安の数値（補助建屋最下階で水平方向160ガル・鉛直方向80ガル、補助建屋1階で水平方向260ガル）を下回るものであった。川内原発は1・2号機とも運転を継続し、同月16日には丸川珠代原子力防災担当相が運転停止の必要はないとの見解を示したが、原発周辺の住民から万一の事態を心配する声が上がっている。同じ16日には、日本共産党鹿児島県委員会が九州電力に対し原発の運転中止を要請した。

### 火山噴火

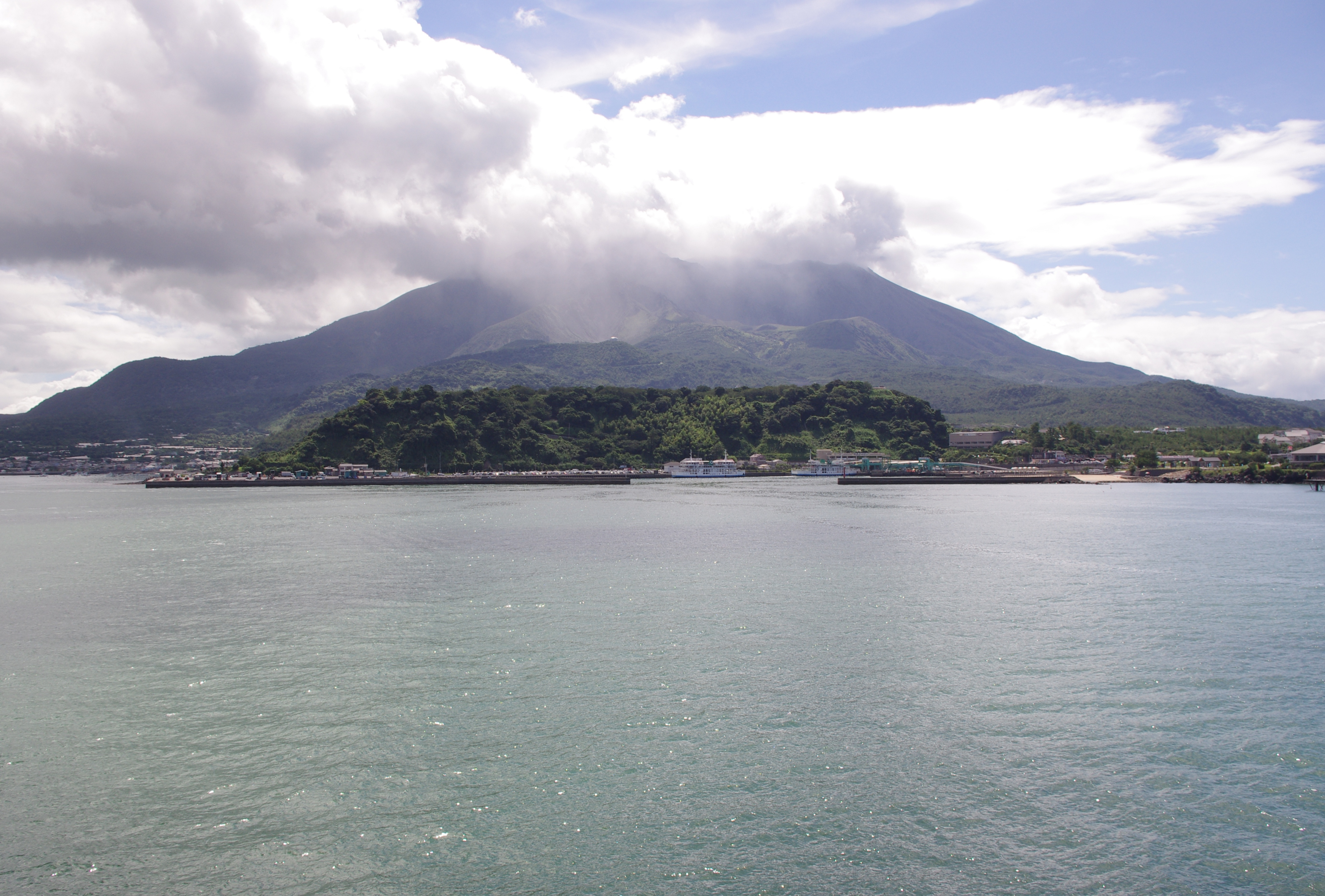
桜島（2010年7月撮影）

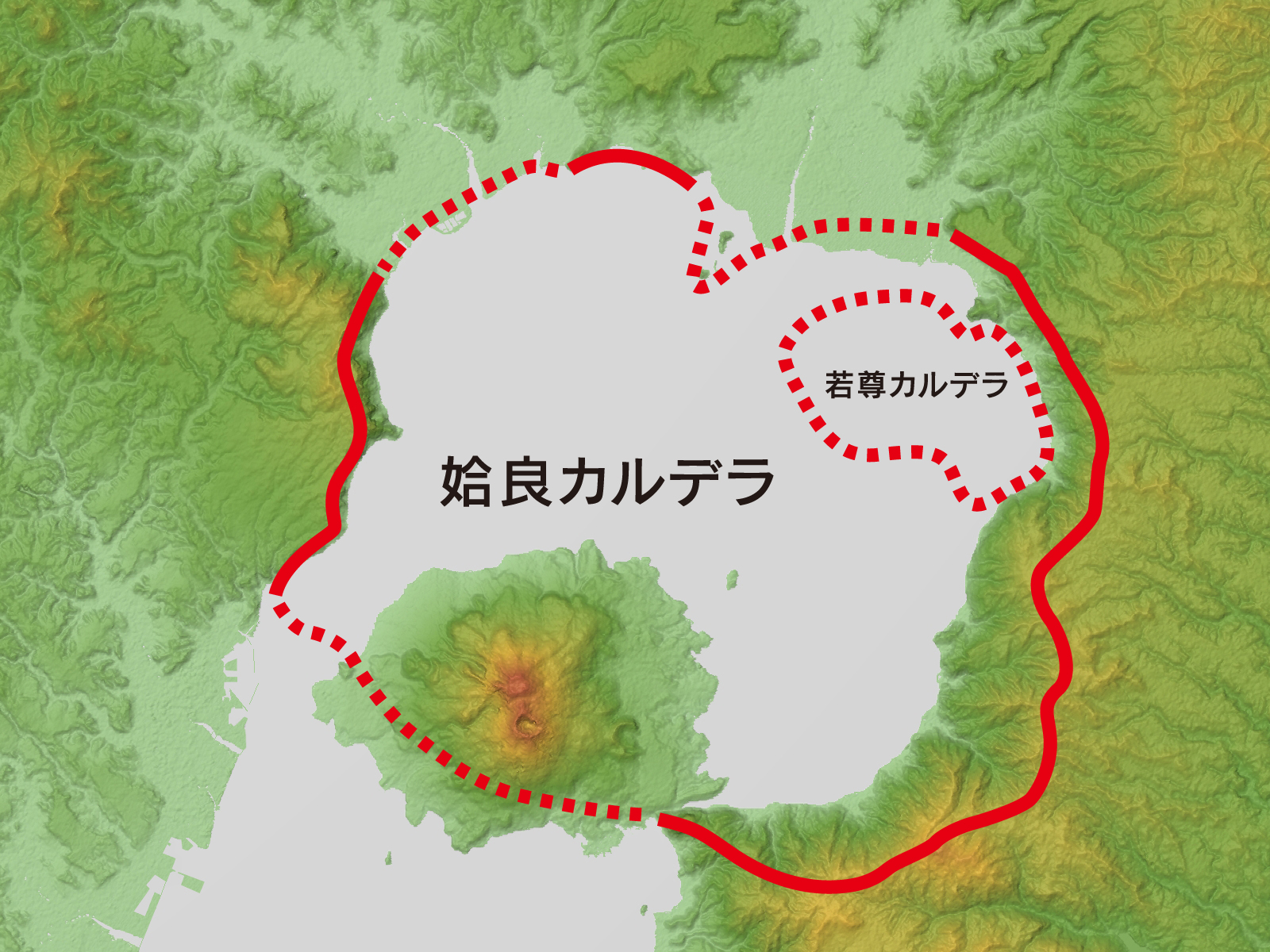
姶良カルデラ

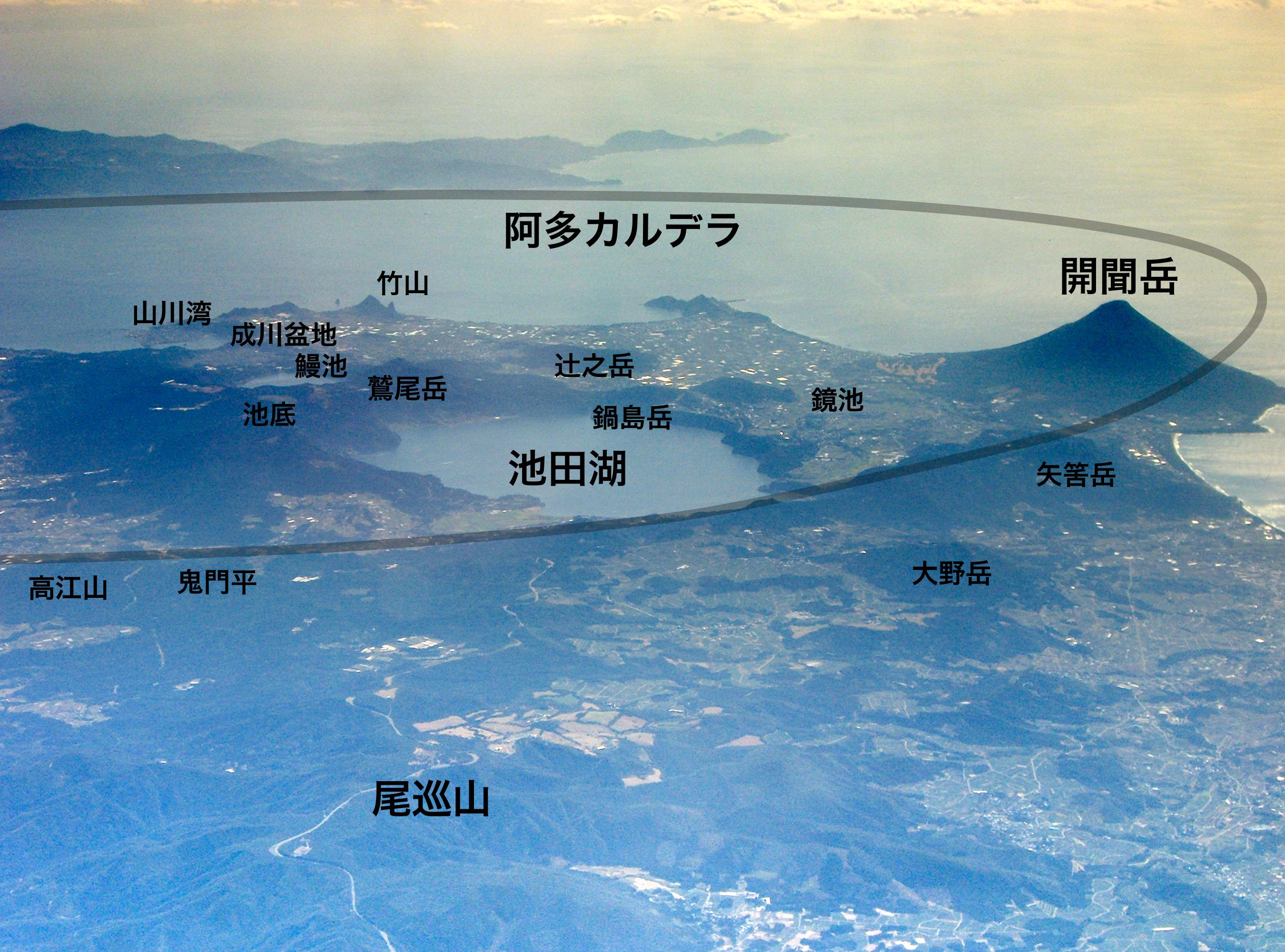
南薩火山群（指宿火山群）と阿多南カルデラ（2008年2月撮影）

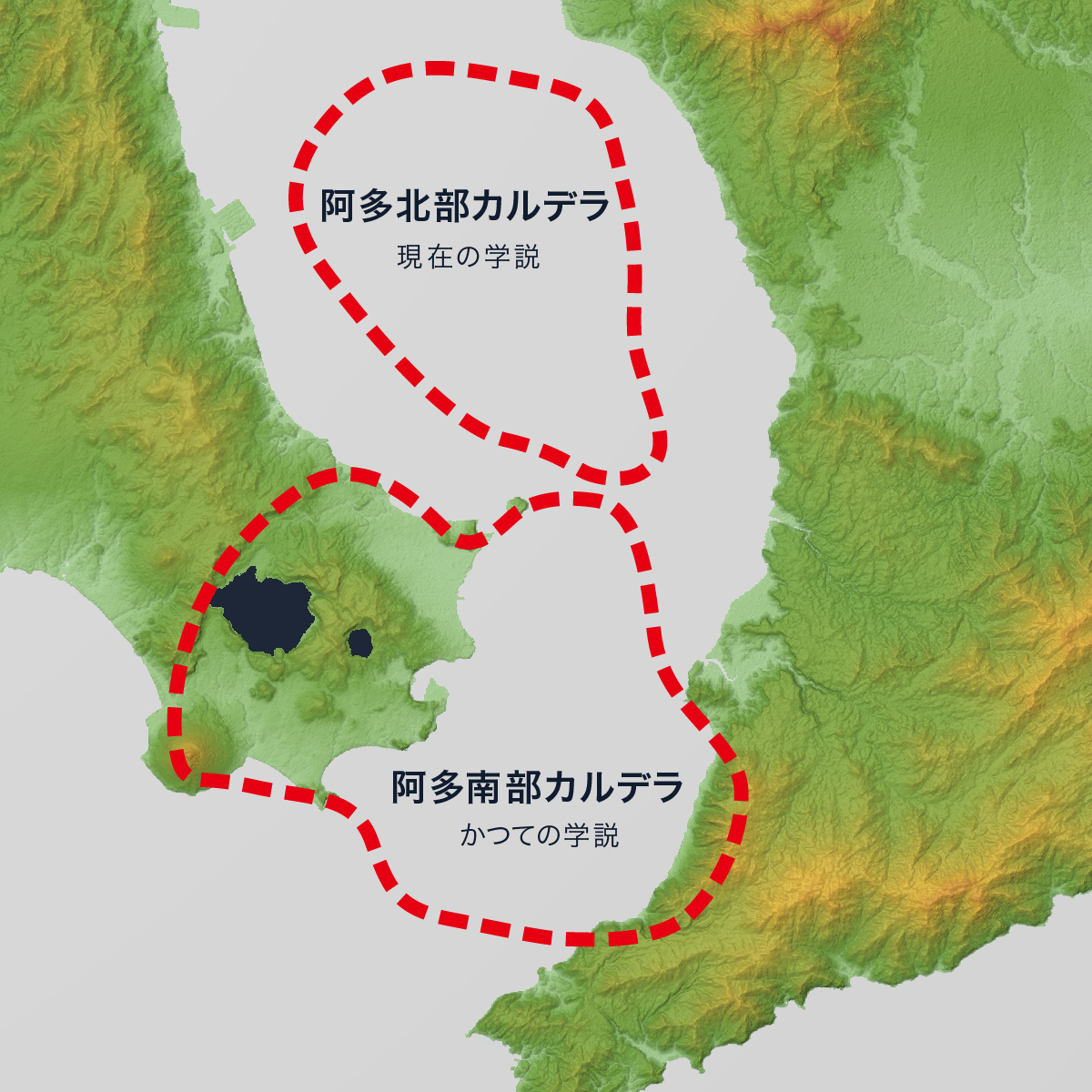
阿多カルデラ

前述の川内原発差し止め訴訟・仮処分申立において争点の一つになったのが、南九州で過去に起きた巨大噴火が、川内原発のある現在に再び起きた場合の原発への影響である。九州南部にあって過去に大きな噴火を起こした火山の跡である加久藤カルデラ・小林カルデラ、姶良カルデラ、阿多カルデラはいずれも川内原発から50 - 100kmの範囲にある。原告側は仮処分申請の抗告審において、火山学者からの「火山学者の多くは南九州の広範囲に被害を及ぼすような大噴火の可能性が低いとは考えていない」とする意見を提出した。また、九州電力側の「火山噴火の数十年前から表れる前兆現象を見つけて対応すれば事故には至らない」とする主張に対しては合理性がないと反論した。
原子力規制委員会は原子力発電所の発電用軽水型原子炉の新規制基準を2013年7月に制定したが、その中に火山リスクに関するガイドライン（火山影響評価ガイド）がある。ガイドラインでは火山爆発指数 (VEI) 7に相当する大規模な噴火（カルデラ噴火）の予兆を捉えた場合に原発の運転を停止し核燃料などを搬出する方針が定められている。この方針について、火山学者の小山真人（静岡大学）も次のように批判している。まず、九州電力による川内原発の審査書類では、原発運転中にカルデラのモニタリングを行うとしているが、VEI7相当の噴火を観測によって事前に予測できた事例は過去にはない上に、マグマだまりは上下に膨らむだけではないため地殻の隆起速度を確かめるだけでは噴火予測はできない。そして、核燃料を原発から搬出する時間を確保できるよう早い時期に予測するのは不可能である、という。また、もしVEI7相当の噴火で生じた火砕流が川内原発に到達した場合、原発は火砕流堆積物に厚く覆われ、放射性物質が多量に漏れても対処のしようがないと予想されるため、放射能により日本中が汚染されるリスクも想定しなければならない、としている。川内原発自体についても、周囲160km圏内に5つ以上のカルデラを有し巨大噴火の火砕流での被害のリスクが国内原発でも最も高いことや、過去に3度もの大規模火砕流が原発に到達していることなどを考慮するなら、原発立地には全く不適格である、と批判している。
九州電力は、川内原発の運用中に活動があり原発に影響を与える可能性が最も高いのは桜島で約1万2800年前に発生した桜島薩摩噴火であるとして、同規模の噴火が桜島で起きた場合の火砕流の動きをシミュレーションし、原発には影響がないと結論づけている。九州電力はさらに、外部電源喪失時の非常用ディーゼル発電機が火山灰を吸って使用不能にならないような措置を施したり、敷地内に積もった火山灰を除去する車両などを配備するなどした。こうした対策もあって、原子力規制委員会は川内原発が新規制基準に適合していると判断した。
川内原発は桜島の北西約50kmの場所にある。2015年8月に桜島の噴火警戒レベルが上がり、2016年2月には爆発的なマグマ噴火が発生したが、九州電力は、現在の桜島の活動は川内原発に影響を与えないとして、特に対策を取ることはなかった。

### 原発事故への備え

#### 防災訓練
川内原発での事故に備えた大規模な原子力防災訓練が実施されている。いずれも、震度6の地震により川内原発が全交流電源喪失し、原子炉が冷却不能となって放射能漏れに至った事態を想定している。
2013年（平成25年）10月11日・12日には、原子力災害対策特別措置法に基づく原子力総合防災訓練が国によって実施された。大地震によって川内原発で放射能漏れが起きたとの想定で通信連絡訓練、避難訓練、緊急被曝医療措置訓練などを行った。内閣府などの中央機関、九州電力、鹿児島県および原発から30km圏内の自治体と住民が参加した。国による訓練は川内原発ではこれが初めてであった。なお、この避難訓練の対象地域から外れていた鹿児島市・阿久根市・日置市・長島町の4市町も独自に訓練を実施した。
2015年（平成27年）12月20日には、同年8月の再稼働後の初めての訓練となる鹿児島県による原子力防災訓練が実施された。これは、鹿児島県や薩摩川内市などの自治体が策定した地域防災計画原子力災害対策編の実効性の確認も目的としており、鹿児島県、周辺自治体とその住民、内閣府と原子力規制庁、自衛隊などの行政機関が参加した。
以上の大規模な訓練の他、2013年10月から2015年3月にかけて原子力災害対策特別措置法に基づく小規模な訓練が複数回行われている。事故の対応手順の習得のための訓練や複数の訓練を組み合わせた総合訓練で、九州電力によって実施された。
2015年8月の再稼働に先立ち、川内原発の事故発生時の避難計画には不備があることが、地元住民のほか、薩摩川内市長・岩切秀雄、「原子力規制を監視する市民の会」代表・阪上武などから指摘されている。また、2015年11月の毎日新聞の報道によれば、原発周辺の30km圏内にいる障害者や高齢者が他の自治体へ避難した際の受け入れ先となる福祉避難所の収容人数も不足しているという。
また、社内独自での訓練として、川内原発の施設内の電源喪失時に、隣接する川内火力発電所の電力を補助電源として供給するための訓練も行われている。

#### 安定ヨウ素剤の配布と備蓄
2014年7月27日、鹿児島県と薩摩川内市は川内原発から半径5km圏内の住民に安定ヨウ素剤を一斉配布している。原子力規制委員会の指針に基づいたヨウ素剤の配布は、これが全国で初めてのケースとなる。
なお、半径5km圏外の住民には原子力災害対策重点区域に指定されている半径30km圏内用（およそ22万人が住む9市町）に45万7000錠が用意されている。また、鹿児島県内の保健所9箇所と鹿児島県警に合計50万3000錠が備蓄されている。管理ならびに購入は各自治体に委託されており、錠剤の使用期限は3年である（備蓄は順次更新）。一例として鹿児島県が2010年度（平成22年度）に購入した安定ヨウ素剤8万1000錠、および粉末300グラムの金額は43万6000円であった。
2015年8月には、鹿児島県が原発から半径5kmの範囲にある小学校・中学校・保育園での安定ヨウ素剤の配備を検討していることが報道された。

## 広報活動
九州電力は1980年1月、川内原子力発電所展示館を開設した。展示館は薩摩川内市久見崎町にあり、原子力発電所全体の模型や実物大の原子炉模型などが展示されており、原子力発電の仕組みなどを学ぶことができる。

## 登場作品
『死都日本』
石黒耀の小説（2002年）に川内原発が登場する。小説中では、霧島の本体である加久藤カルデラが大規模な噴火（破局噴火）を起こす前に川内原発を廃炉にし核燃料を撤去していたことから、加久藤カルデラからの火砕流が到達しても放射性物質の漏洩による汚染を免れたとされる。